# کیسیندی
کیسیندی (به لاتین: Kysyndy) یک منطقهٔ مسکونی در روسیه است که در باشقیرستان واقع شده‌است.